# Crayon Pop
Crayon Pop (kor. 크레용팝) ist eine vierköpfige südkoreanische K-Pop-Girlgroup der dritten K-Pop-Generation. Die Girlgroup wurde 2012 von Chrome Entertainment gegründet. Der offizielle Fanclub-Name lautet Sketchbook.

## Geschichte
Im Juni 2012 wurde das erste Musikvideo Bing Bing der Band auf Koreanisch und Japanisch veröffentlicht. Im Juli folgte die Veröffentlichung von The 1st Mini Album. Im Juni 2013 wurde das Lied Bar Bar Bar (빠빠빠) veröffentlicht, das auf den 3. Platz der südkoreanisch Gaon Charts gelangte. Bekannt wurden sie hierbei besonders durch ihre Kostüme, die aus einem Tennis-Trainingsanzug bestehen, aber unter dem Rock wird noch eine lange Trainingshose getragen und dazu ein Helm. Zudem hatten sie eine ungewöhnliche Choreographie. Die fünf Mitglieder hüpfen abwechselnd auf und ab, was als „Fünf-Zylinder-Tanz“ bekannt wurde. Im Juni und Juli 2014 traten Crayon Pop als Vorgruppe von Lady Gaga während ihrer Tournee ArtRave: The Artpop Ball auf.

## Mitglieder
| Name                 | Geburtsname            | Geburtstag (Alter) | Geburtsort | Position                      |
| -------------------- | ---------------------- | ------------------ | ---------- | ----------------------------- |
| Geummi 금미          | Baek Bo-ram 백보람     | 18. Juni 1988 (36) | Seoul      | Team leader Vocal, Main Dance |
| Ellin 엘린           | Kim Min-young 김민영   | 2. April 1990 (34) | Seoul      | Vocal, Lead Dance, Rap        |
| Choa 초아            | Heo Min-jin 허민진     | 12. Juli 1990 (34) | Seoul      | Main Vocal                    |
| Way 웨이             | Heo Min-seon 허민선    | 12. Juli 1990 (34) | Seoul      | Lead Vocal, Main Rap          |
| Ehemalige Mitglieder |                        |                    |            |                               |
| Soyul 소율           | Park Hye-kyeong 박혜경 | 15. Mai 1991 (33)  | Seongnam   | Main Vocal, Lead Rap          |

## Diskografie

### Studioalben
| Jahr                       | Titel                | Höchstplatzierung, Gesamtwochen, AuszeichnungChartplatzierungen (Jahr, Titel, Platzierungen, Wochen, Auszeichnungen, Anmerkungen) | Höchstplatzierung, Gesamtwochen, AuszeichnungChartplatzierungen (Jahr, Titel, Platzierungen, Wochen, Auszeichnungen, Anmerkungen) | Anmerkungen                              |
| Jahr                       | Titel                | KR | JP | Anmerkungen                              |
| -------------------------- | -------------------- | --- | --- | ---------------------------------------- |
| Südkoreanische Studioalben |                      | | |                                          |
|                            |                      | | |                                          |
| 2016                       | Evolution Pop Vol. 1 | KR10 (5 Wo.)KR | — | Erstveröffentlichung: 26. September 2016 |
| Japanische Studioalben     |                      | | |                                          |
|                            |                      | | |                                          |
| 2016                       | Crayon Pop           | — | JP27 (2 Wo.)JP | Erstveröffentlichung: 20. Juni 2016      |

### EPs
| Jahr               | Titel                     | Höchstplatzierung, Gesamtwochen, AuszeichnungChartplatzierungen (Jahr, Titel, Platzierungen, Wochen, Auszeichnungen, Anmerkungen) | Höchstplatzierung, Gesamtwochen, AuszeichnungChartplatzierungen (Jahr, Titel, Platzierungen, Wochen, Auszeichnungen, Anmerkungen) | Anmerkungen                              |
| Jahr               | Titel                     | KR | JP | Anmerkungen                              |
| ------------------ | ------------------------- | --- | --- | ---------------------------------------- |
| Südkoreanische EPs |                           | | |                                          |
|                    |                           | | |                                          |
| 2012               | Crayon Pop 1st Mini Album | — | — | Erstveröffentlichung: 18. Juli 2012      |
| 2013               | The Streets Go Disco      | KR5 (5 Wo.)KR | — | Erstveröffentlichung: 26. September 2013 |
| 2015               | FM                        | KR6 (3 Wo.)KR | — | Erstveröffentlichung: 27. März 2015      |
| Japanische EPs     |                           | | |                                          |
|                    |                           | | |                                          |
| 2012               | Pop! Pop! Pop!            | — | JP48 (2 Wo.)JP | Erstveröffentlichung: 19. November 2012  |

### Singles
| Jahr                   | Titel Album                                                   | Höchstplatzierung, Gesamtwochen, AuszeichnungChartplatzierungen (Jahr, Titel, Album, Platzierungen, Wochen, Auszeichnungen, Anmerkungen) | Höchstplatzierung, Gesamtwochen, AuszeichnungChartplatzierungen (Jahr, Titel, Album, Platzierungen, Wochen, Auszeichnungen, Anmerkungen) | Anmerkungen                                                  |
| Jahr                   | Titel Album                                                   | KR | JP | Anmerkungen                                                  |
| ---------------------- | ------------------------------------------------------------- | --- | --- | ------------------------------------------------------------ |
| Südkoreanische Singles |                                                               | | |                                                              |
|                        |                                                               | | |                                                              |
| 2012                   | Bing Bing Crayon Pop 1st Mini Album                           | — | — | Erstveröffentlichung: 2012                                   |
| 2012                   | Saturday Night Crayon Pop 1st Mini Album                      | — | — | Erstveröffentlichung: 2012                                   |
| 2012                   | Dancing Queen                                                 | — | — | Erstveröffentlichung: 2012                                   |
| 2013                   | Bar Bar Bar                                                   | KR3 (20 Wo.)KR | — | Erstveröffentlichung: 20. Juni 2013                          |
| 2013                   | Lonely Christmas                                              | KR12 (5 Wo.)KR | — | Erstveröffentlichung: 26. November 2013                      |
| 2014                   | Hero –                                                        | — | — | Erstveröffentlichung: 2014 mit Kim Jang-hoon                 |
| 2014                   | Uh-ee                                                         | KR10 (8 Wo.)KR | — | Erstveröffentlichung: 1. April 2014                          |
| 2014                   | Hey Mister Trot Lovers OST Part 1                             | KR60 (1 Wo.)KR | — | Erstveröffentlichung: 2014                                   |
| 2014                   | C’mon C’mon (뜬뜬뜬뜬 뜨든뜬) High School: Love On OST Part 5 | — | — | Erstveröffentlichung: 2014                                   |
| 2014                   | Love Christmas 2014 Chrome Family – A Very Special Christmas  | — | — | Erstveröffentlichung: 2014 mit K-Much, Bob Girls and Zan Zan |
| 2015                   | FM                                                            | KR45 (2 Wo.)KR | — | Erstveröffentlichung: 2015                                   |
| 2015                   | Sup (Wassup) (뭐해) The Artist Diary Project Part 11          | KR82 (1 Wo.)KR | — | Erstveröffentlichung: 2015 feat. Robin Deiana                |
| 2016                   | Vroom Vroom (부릉부릉) Evolution Pop Vol. 1                   | — | — | Erstveröffentlichung: 2016                                   |
| 2016                   | Doo Doom Chit (두둠칫) Evolution Pop Vol. 1                   | KR94 (1 Wo.)KR | — | Erstveröffentlichung: 2016                                   |
| Chinesische Singles    |                                                               | | |                                                              |
|                        |                                                               | | |                                                              |
| 2015                   | 123 Happy New Year (123 新年好) –                             | — | — | Erstveröffentlichung: 2015 mit Wang Bowen, DT Boys           |
| Japanische Singles     |                                                               | | |                                                              |
|                        |                                                               | | |                                                              |
| 2015                   | Rarirure (ラリルレ) Crayon Pop                                | — | JP25 (1 Wo.)JP | Erstveröffentlichung: 2015                                   |
| 2015                   | Dancing All Night Crayon Pop                                  | — | JP21 (2 Wo.)JP | Erstveröffentlichung: 2015                                   |
| Englische Singles      |                                                               | | |                                                              |
|                        |                                                               | | |                                                              |
| 2010                   | Get Dumb –                                                    | — | — | Erstveröffentlichung: 2016 CD9 feat. Crayon Pop              |